# 24時間走
24時間走（24じかんそう）は、ウルトラマラソンの一種であり、コースを24時間走り続けその距離を競う。24時間マラソンと報道で説明されることもある。
多くの大会では1周数kmまでの比較的短いコースまたは陸上競技場トラックを周回して行われる。24時間走の競技者には「休まない」「止まらない」「眠らない」「動き続ける」「コースに居続ける」ことが前提で求められる。トップ選手になると200km以上走り続けることが多く、世界大会の優勝者になると270kmを超えることもある。参加者は主催者の用意するエイドステーションで給水や補給物を得ることができるが、多くの大会では各自ハンドラー（協力者）を用意して補給を受けることも可能である。
世界最高峰の大会であるIAU24時間走世界選手権において、日本は男子で最も金メダルが多い国であり、各国上位3名の成績合計で争う国別順位でも日本男子は金メダルを最も多く獲得している。
6時間走、12時間走、48時間走などが併催される大会もある。また、一般参加の大会では、駅伝のように交代しながらチームとして24時間走破する形式で行われることもあり、日本では主にリレーマラソンという名が使用される。

## 記録
|          | 記録（距離） | 名前                     | 所属       | 日付               | 場所       | 大会名           |
| -------- | ------------ | ------------------------ | ---------- | ------------------ | ---------- | ---------------- |
| 世界記録 | 319.614km    | アレクサンダー・ソロキン | リトアニア | 2022年9月17日-18日 | ヴェローナ | ヨーロッパ選手権 |
| 日本記録 | 285.366km    | 原良和                   |            | 2014年12月7日      | 台北市     | 東呉国際         |

|          | 記録（距離） | 名前     | 所属 | 日付              | 場所   | 大会名     |
| -------- | ------------ | -------- | ---- | ----------------- | ------ | ---------- |
| 世界記録 | 270.363km    | 仲田光穂 | 日本 | 2023年12月1日-2日 | 台北市 | 世界選手権 |
| 日本記録 | 270.363km    | 仲田光穂 |      | 2023年12月1日-2日 | 台北市 | 世界選手権 |

## 主な大会

### 世界大会
- IAU24時間走世界選手権

### 国内大会
- 神宮外苑24時間チャレンジ（東京都・明治神宮外苑）
- 弘前24時間走選手権（青森県弘前市・弘前市運動公園）